# Iveco Eurofire
Iveco Eurofire — средне- и крупнотоннажный пожарный автомобиль, выпускаемый итальянской компанией Iveco с декабря 1996 по 2005 год.

## История
Пожарные автомобили Iveco Eurofire производились с июля 1996 года (серийно с 1 января 1997 года). Выручка составила 320 млрд. лир.
Как известно, в начале 1990-х годов компания Iveco Special Media в Брешии была приобретена концерном Iveco Group. Её закрыли в 2008 году.

## Модельный ряд
Все модели Iveco Eurofire разработаны при поддержке компании Magirus. Осенью 1995 года компания Iveco прекратила сотрудничать с Magirus. Всего было произведено по 160 автомобилей в год. Выручка составила 50 млрд. лир. В компании работало 580 сотрудников.

## Галерея

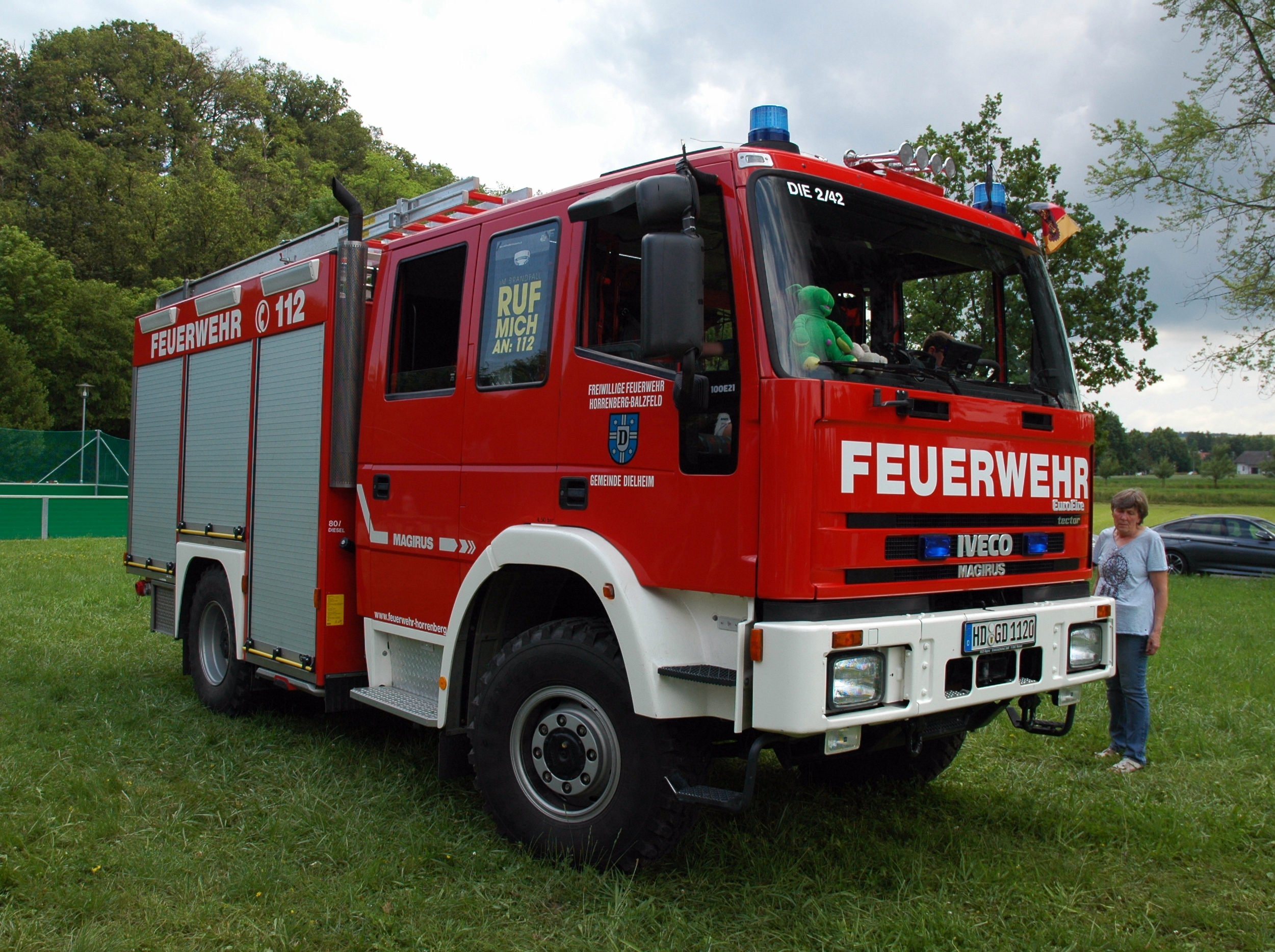
Iveco EuroFire 100E21
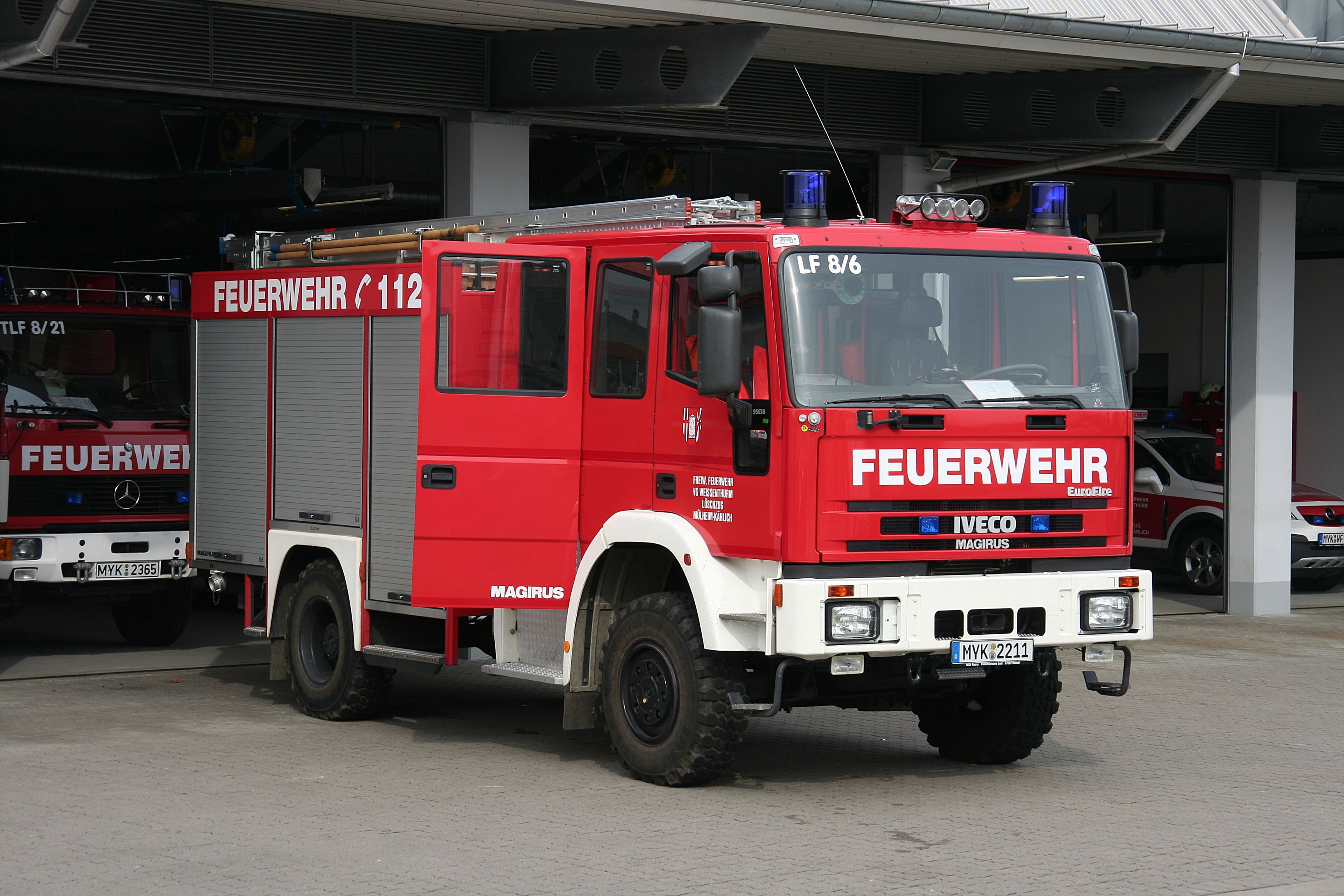
Iveco EuroFire 95E18
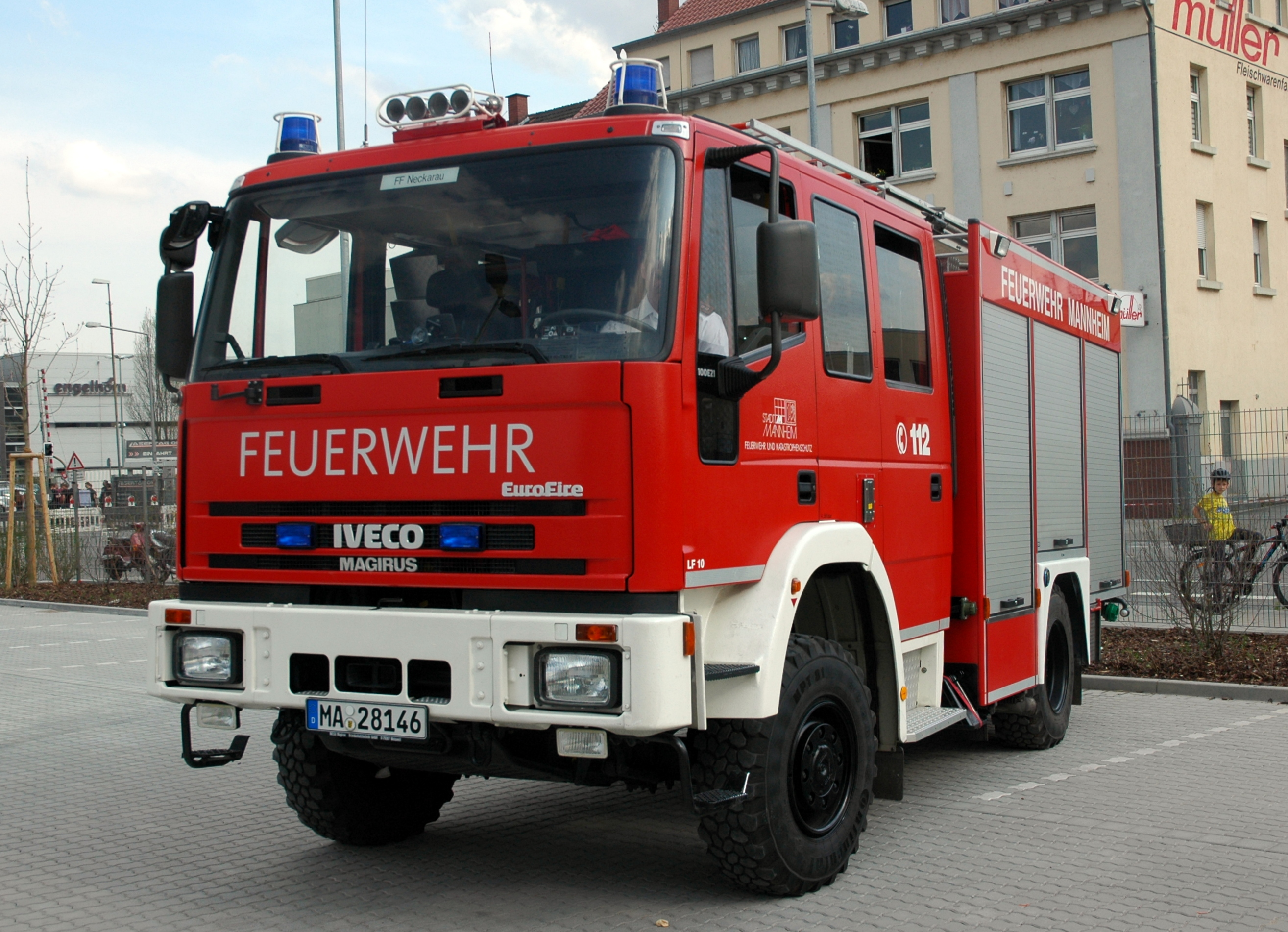
Iveco EuroFire 100E21
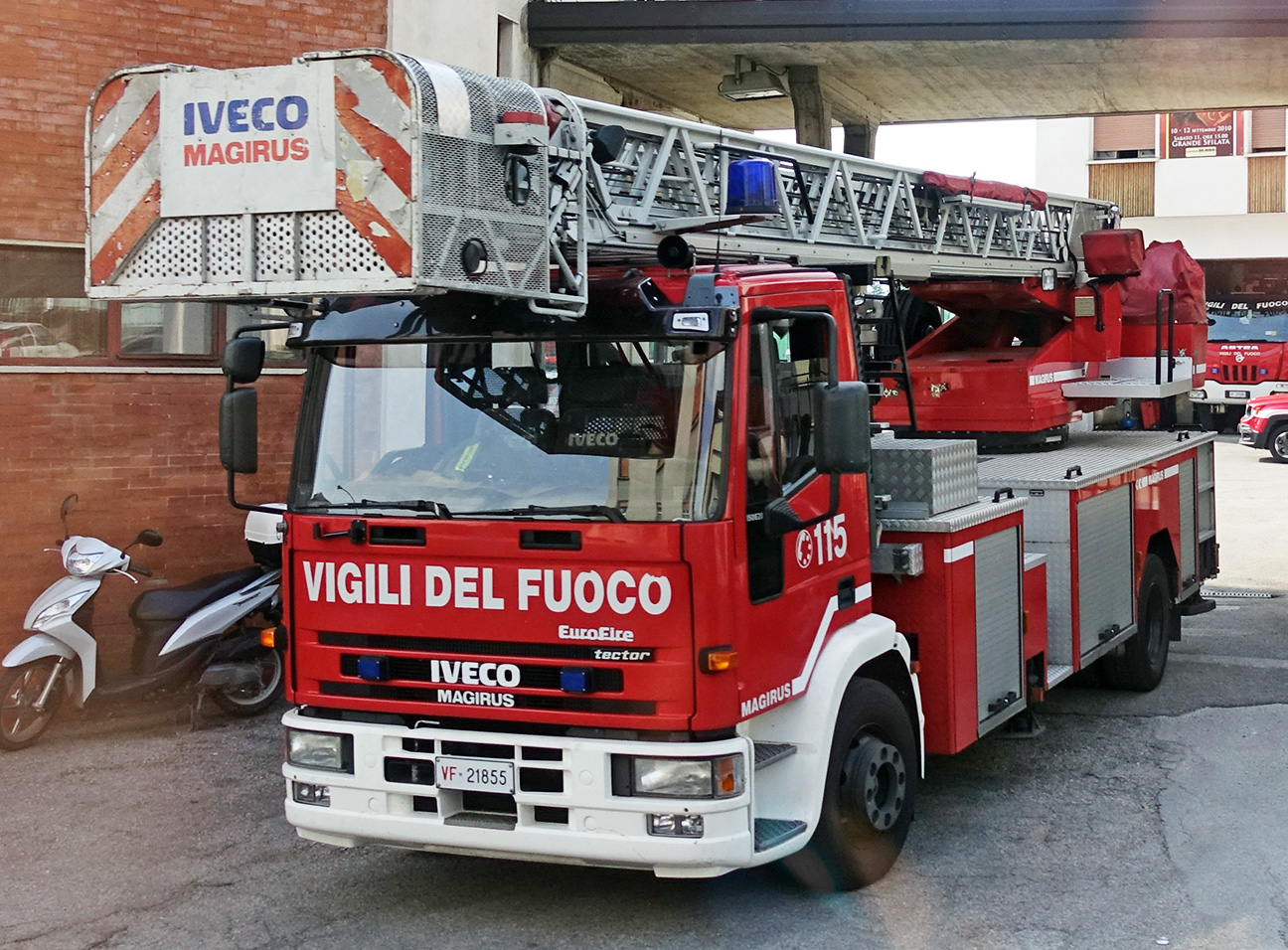
Пожарная лестница
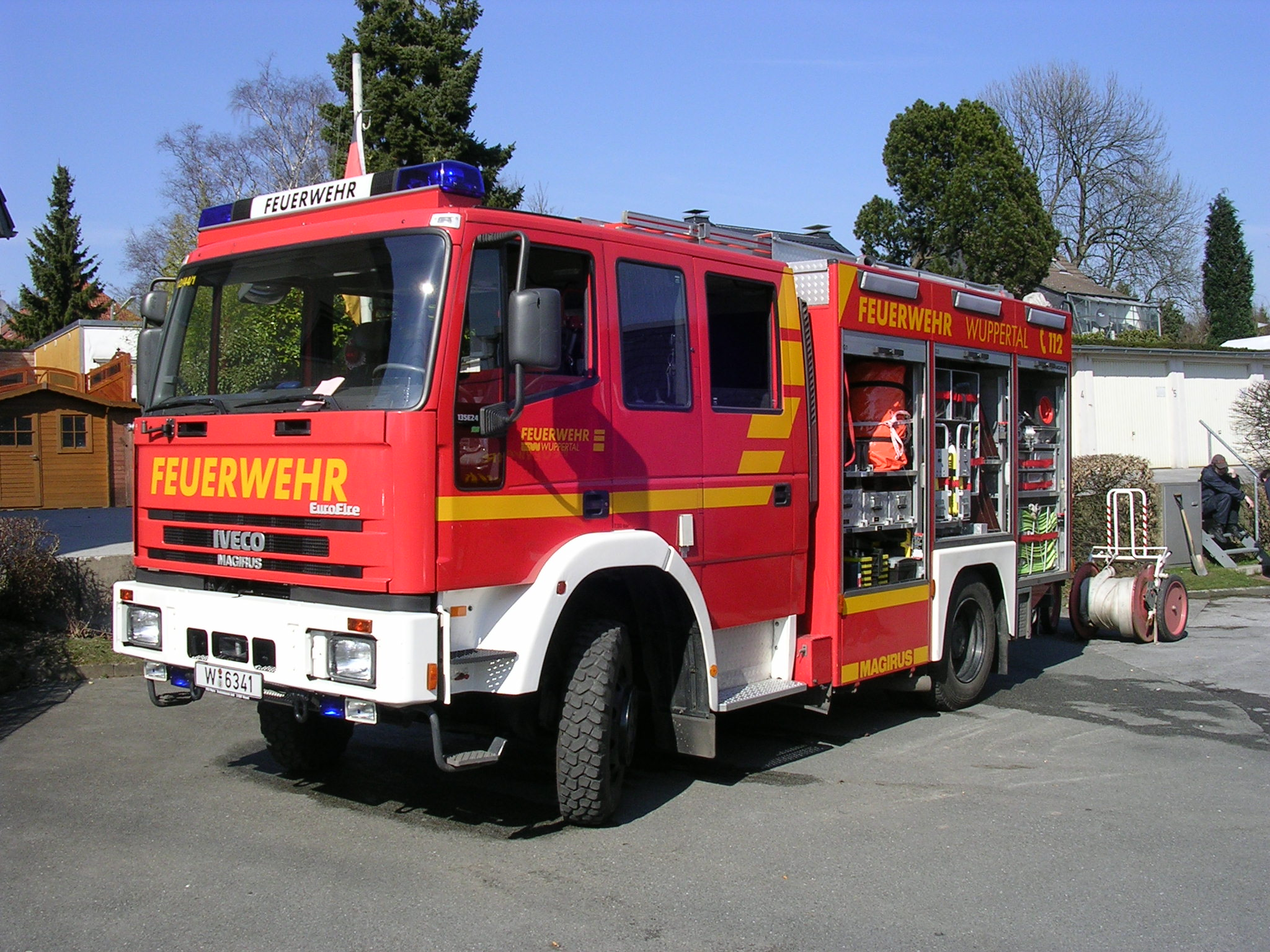
Iveco Eurofire 135E24
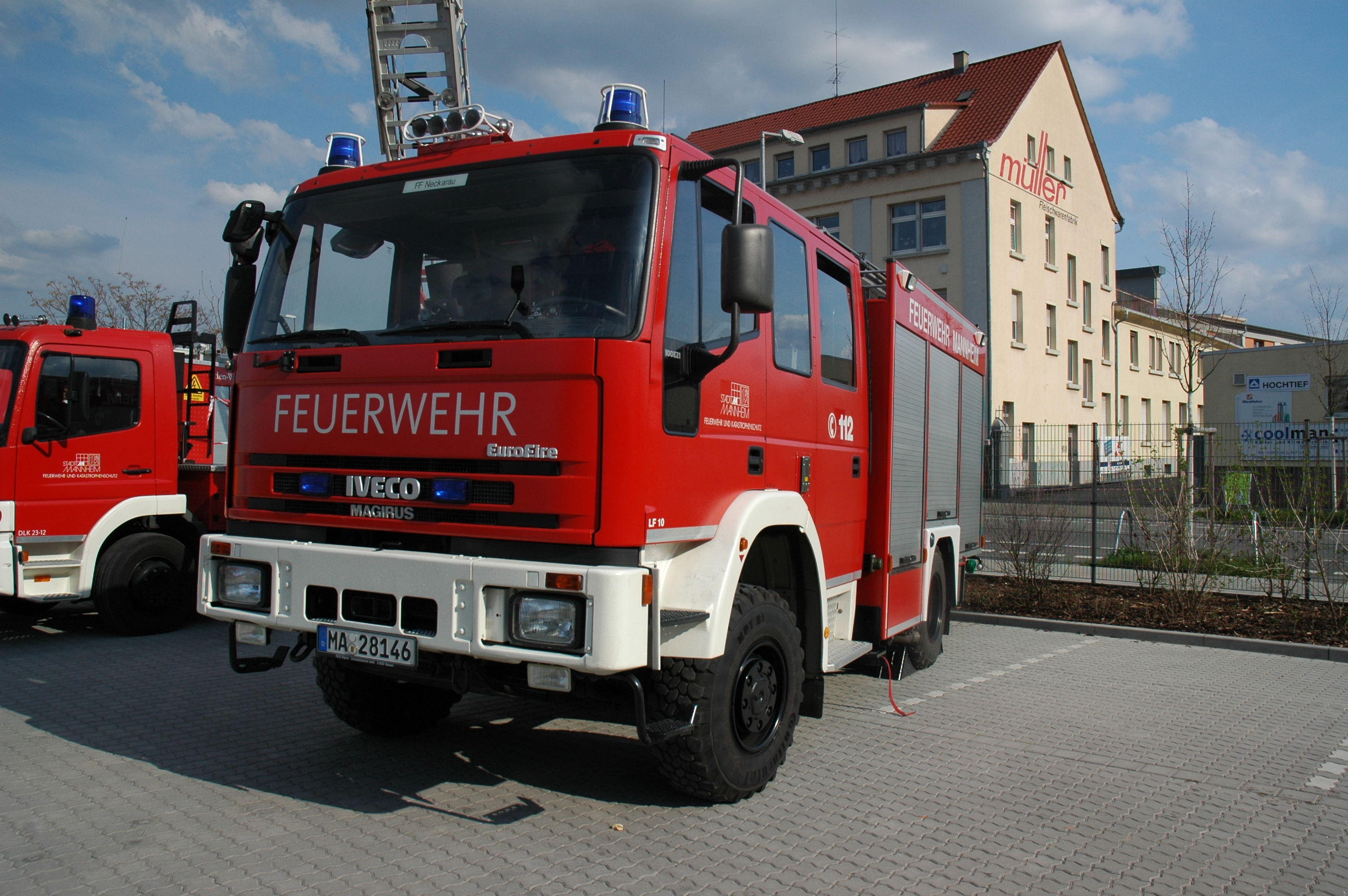
Iveco EuroFire 100E21
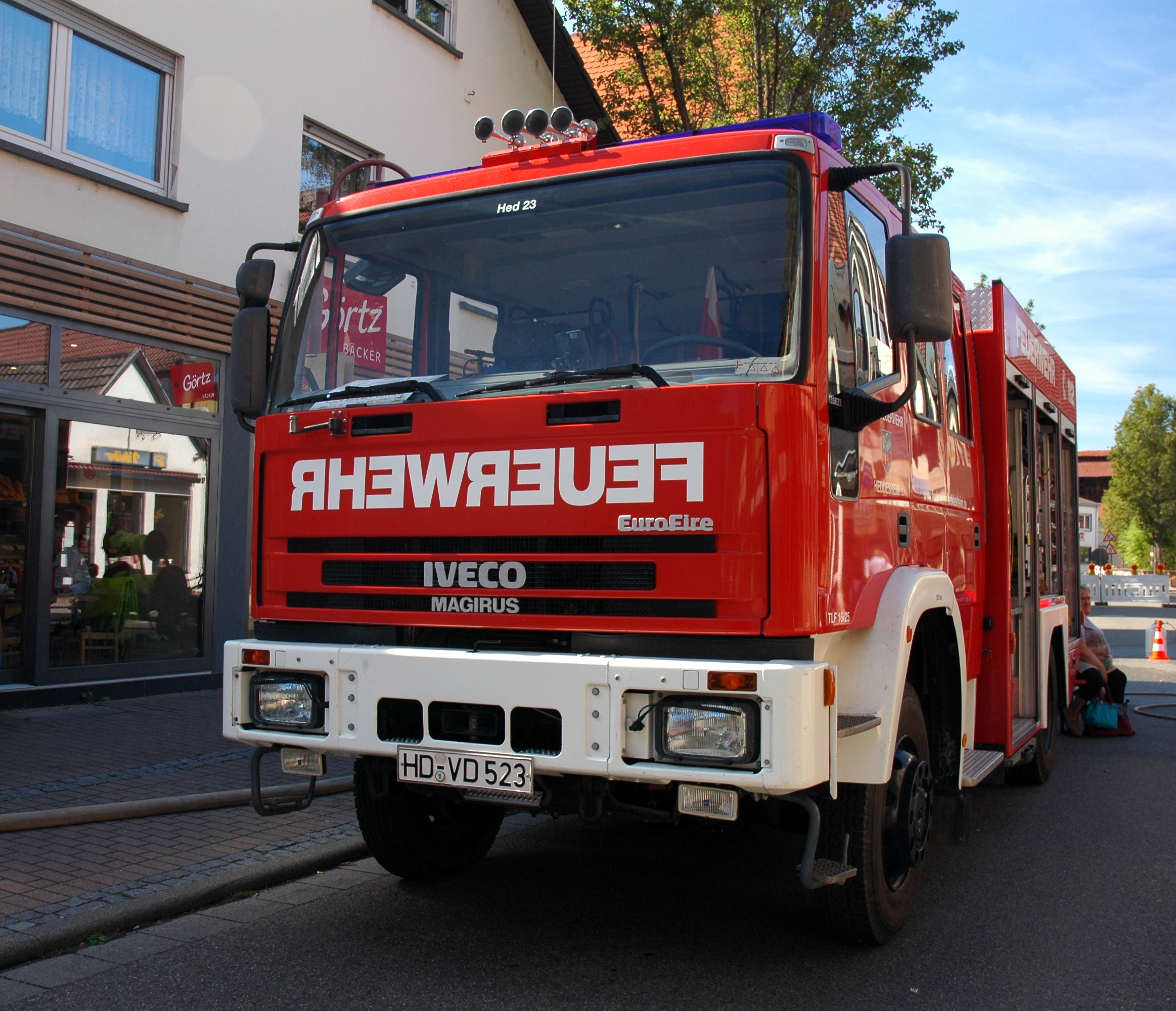
Iveco Eurofire 135E22
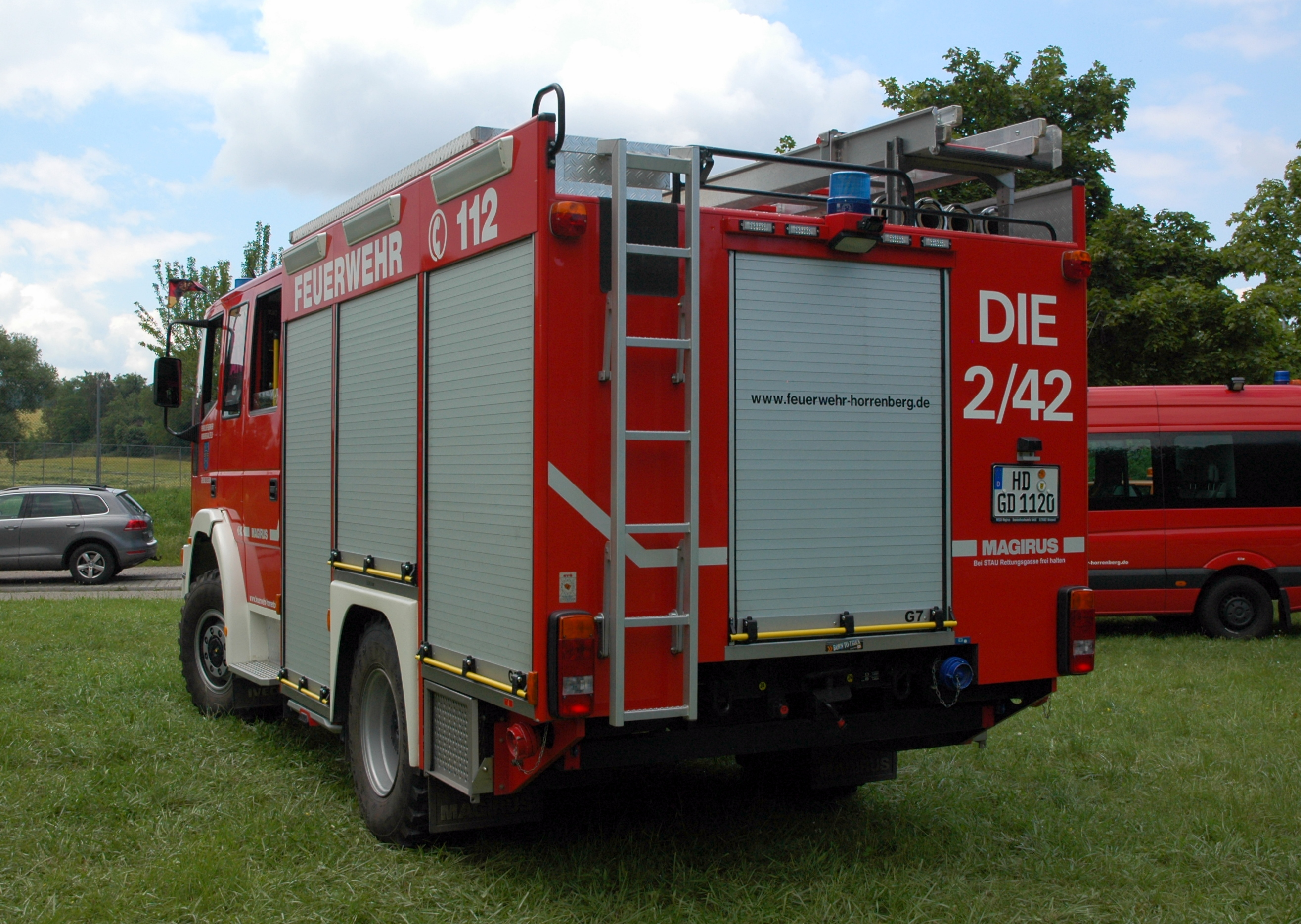
Вид сзади (Германия)
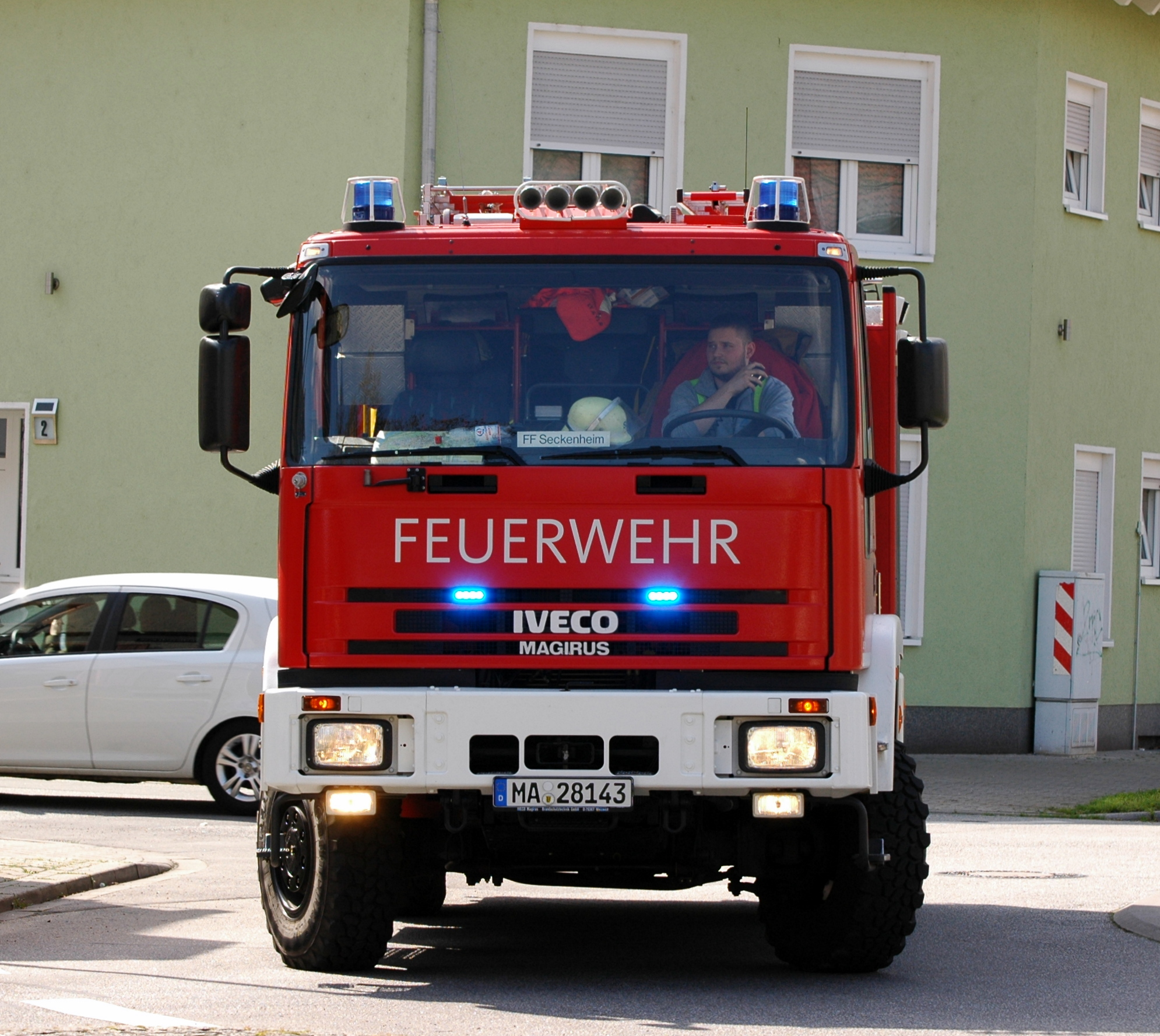
Iveco EuroFire со включёнными мигалками
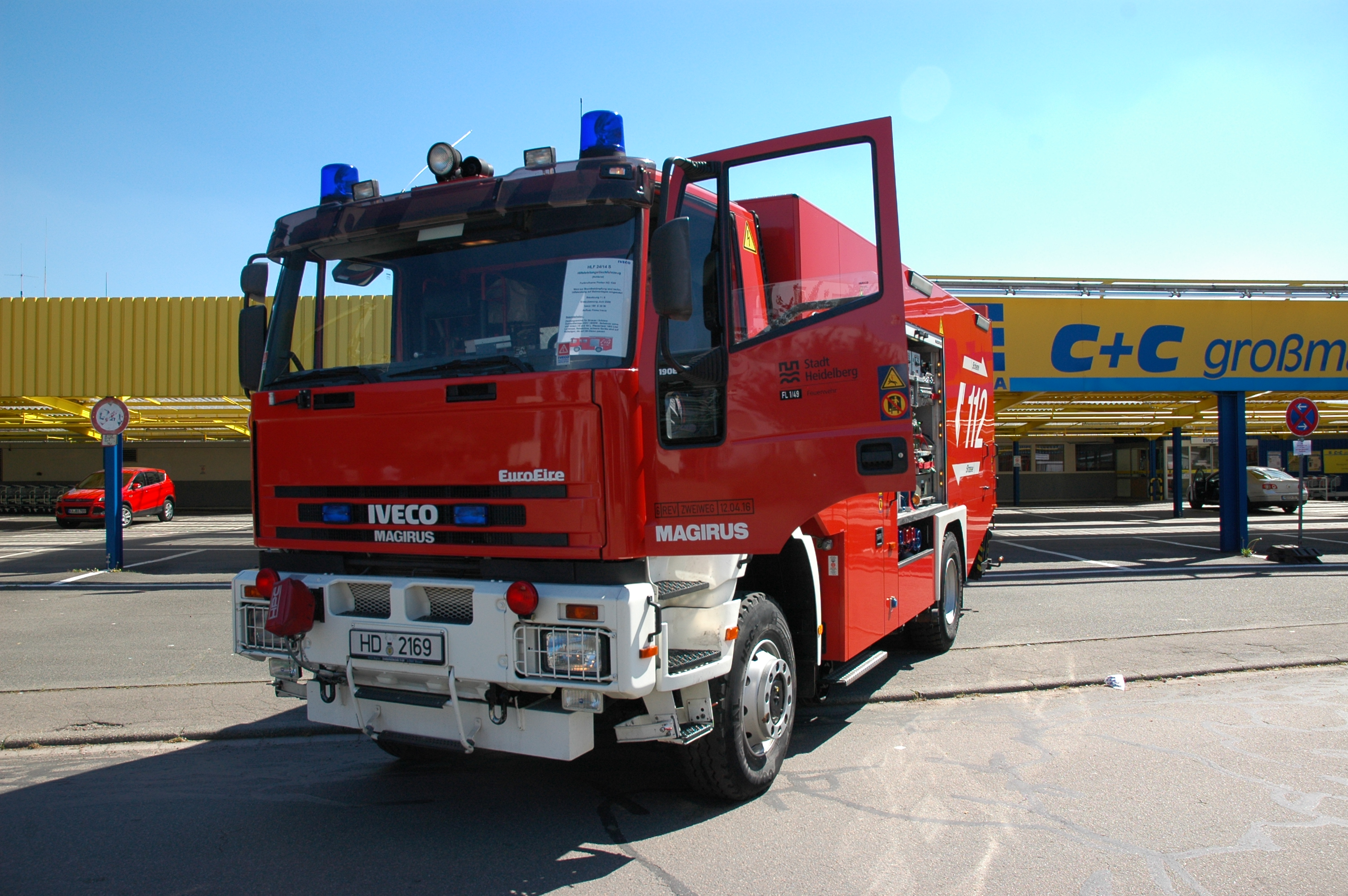
Iveco EuroFire 190E34
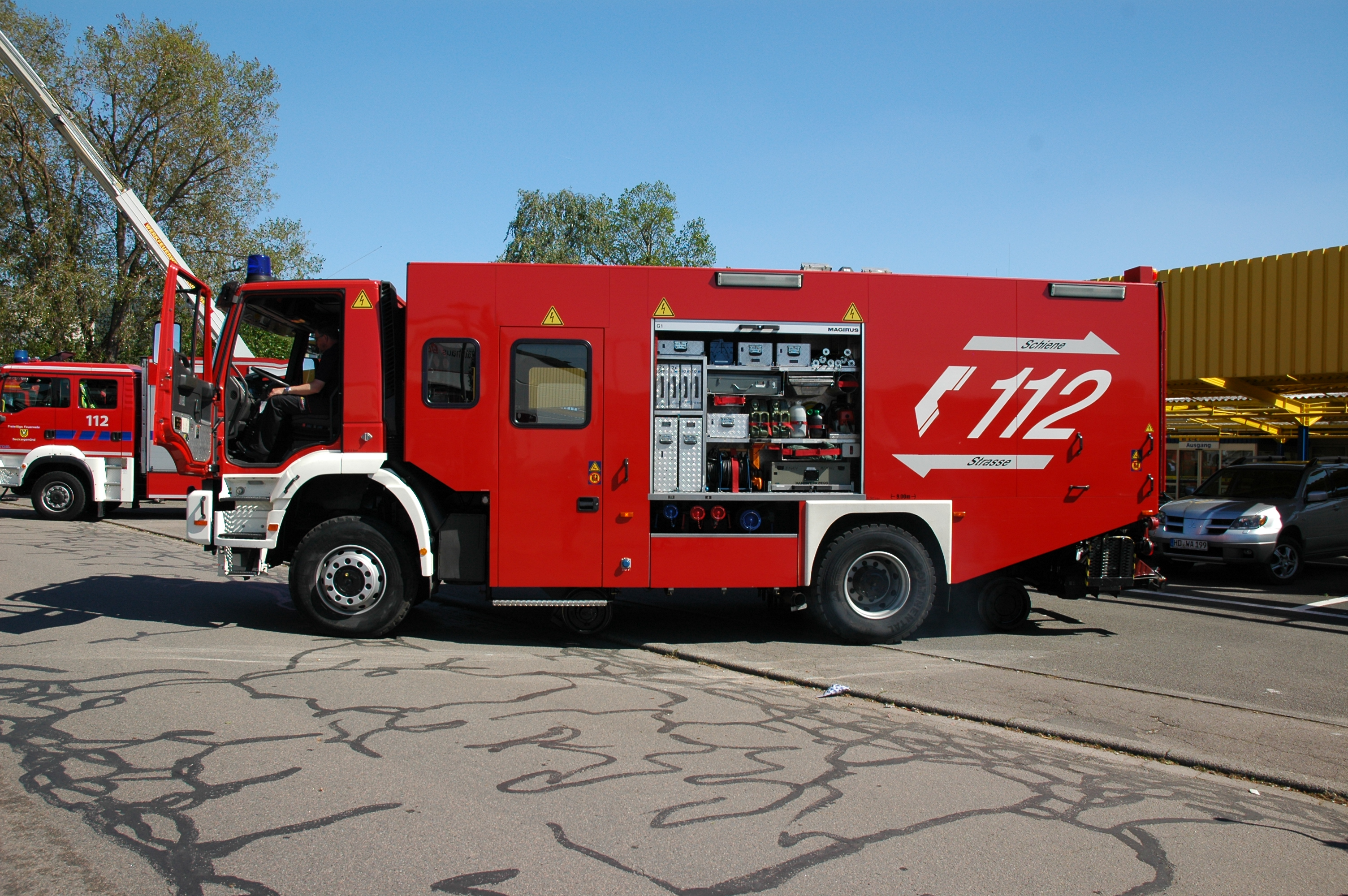
Iveco EuroFire (Германия)
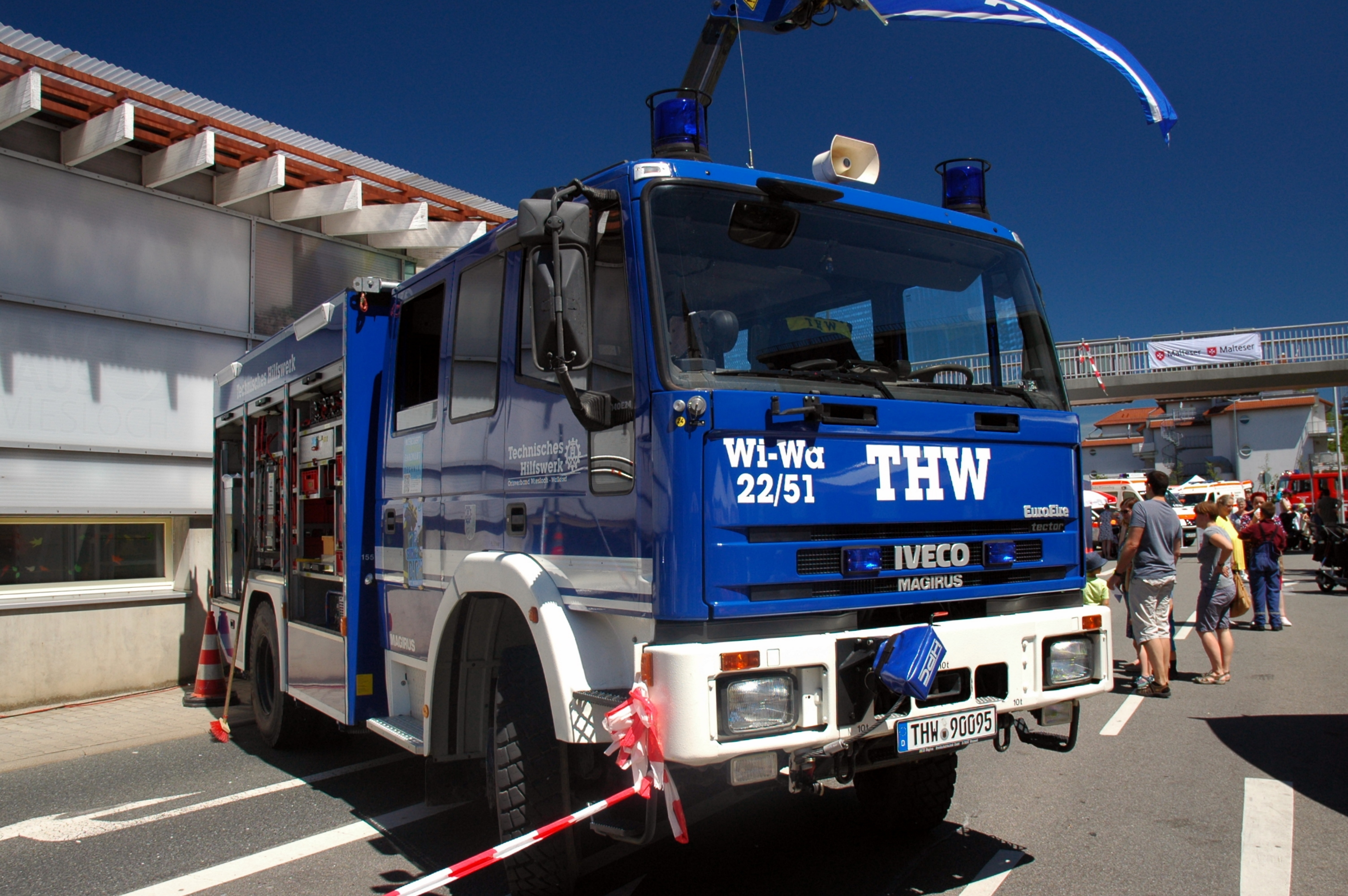
Синий Iveco EuroFire
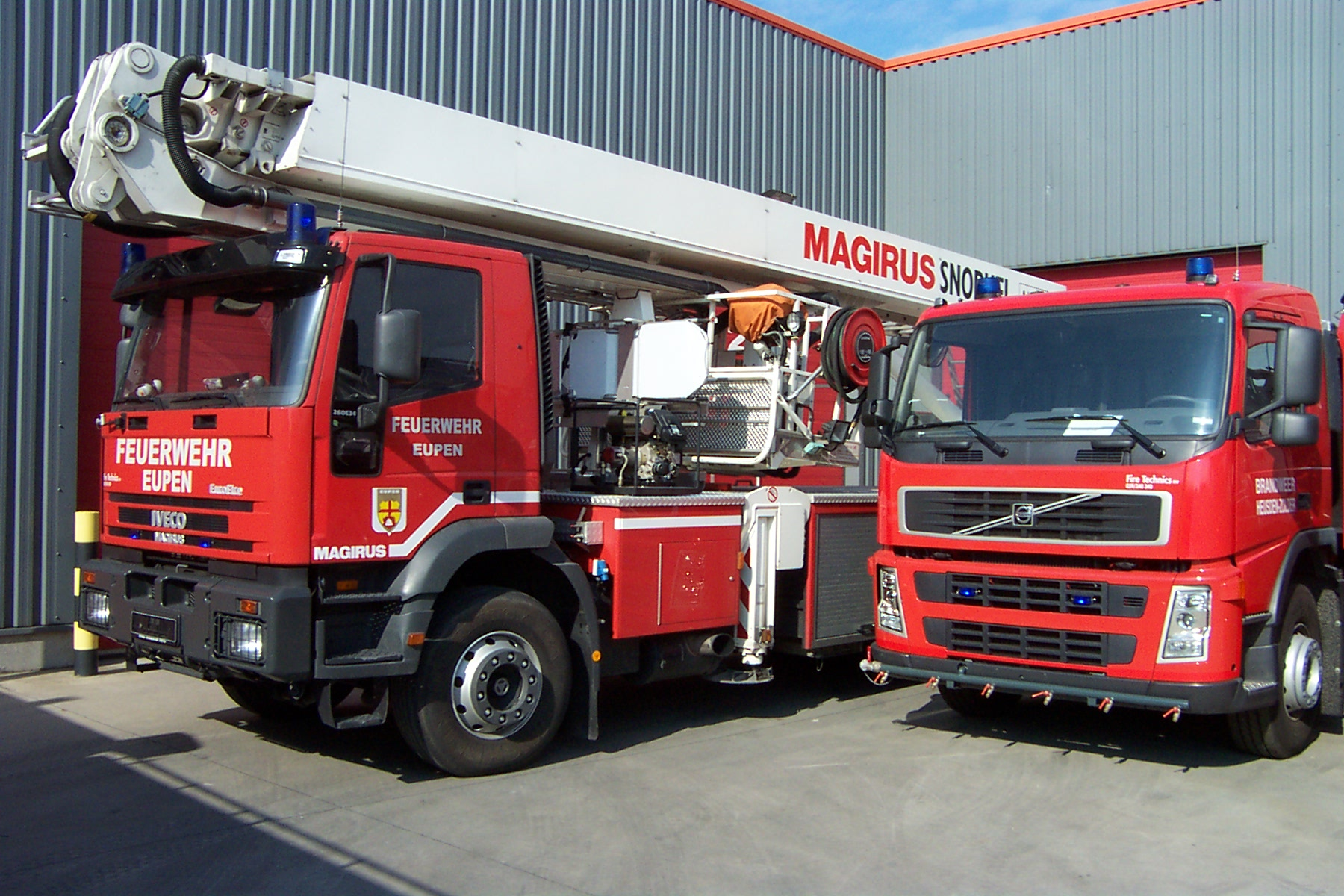
Iveco EuroFire 260E34 рядом с Volvo FH
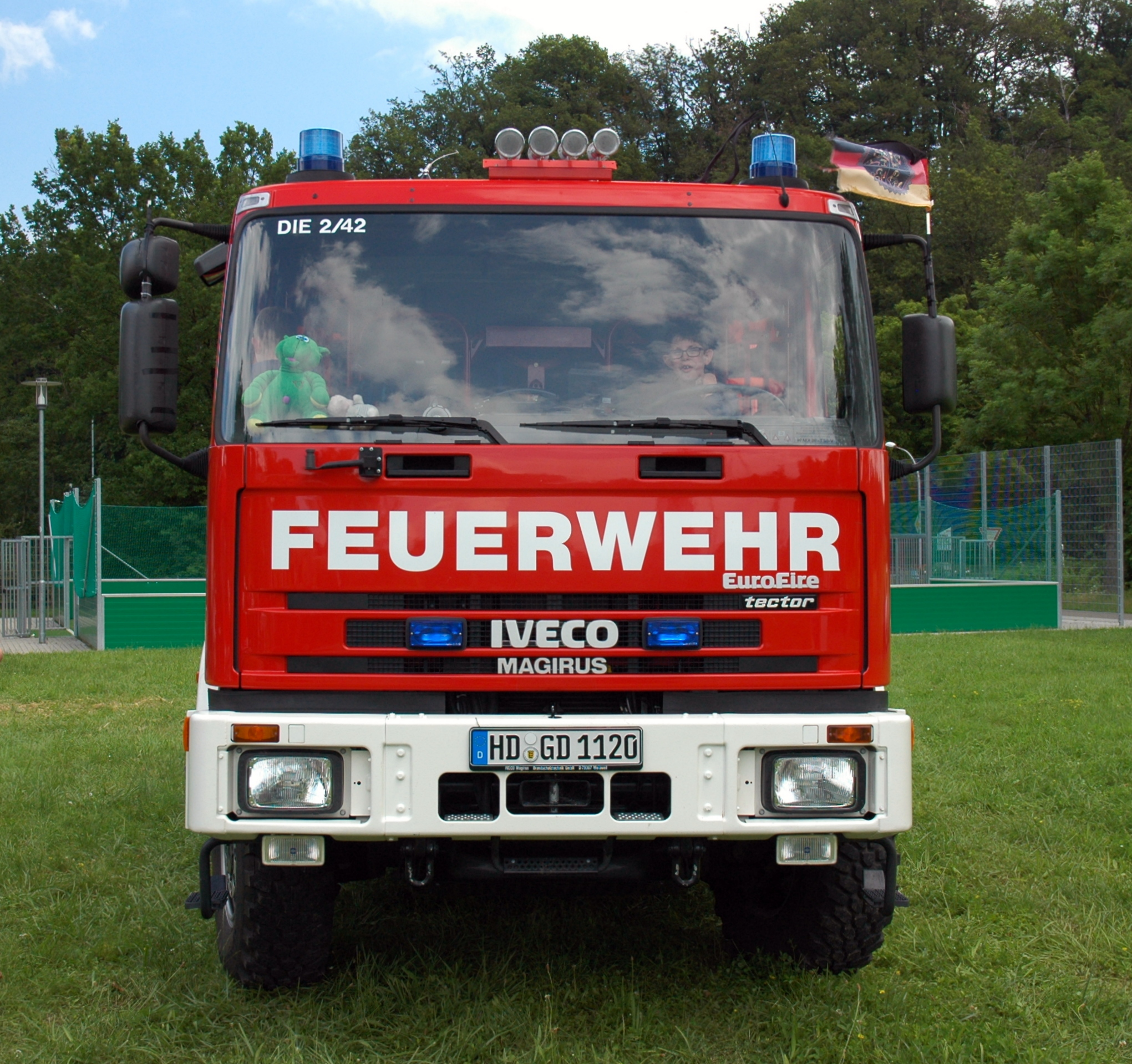
Вид спереди
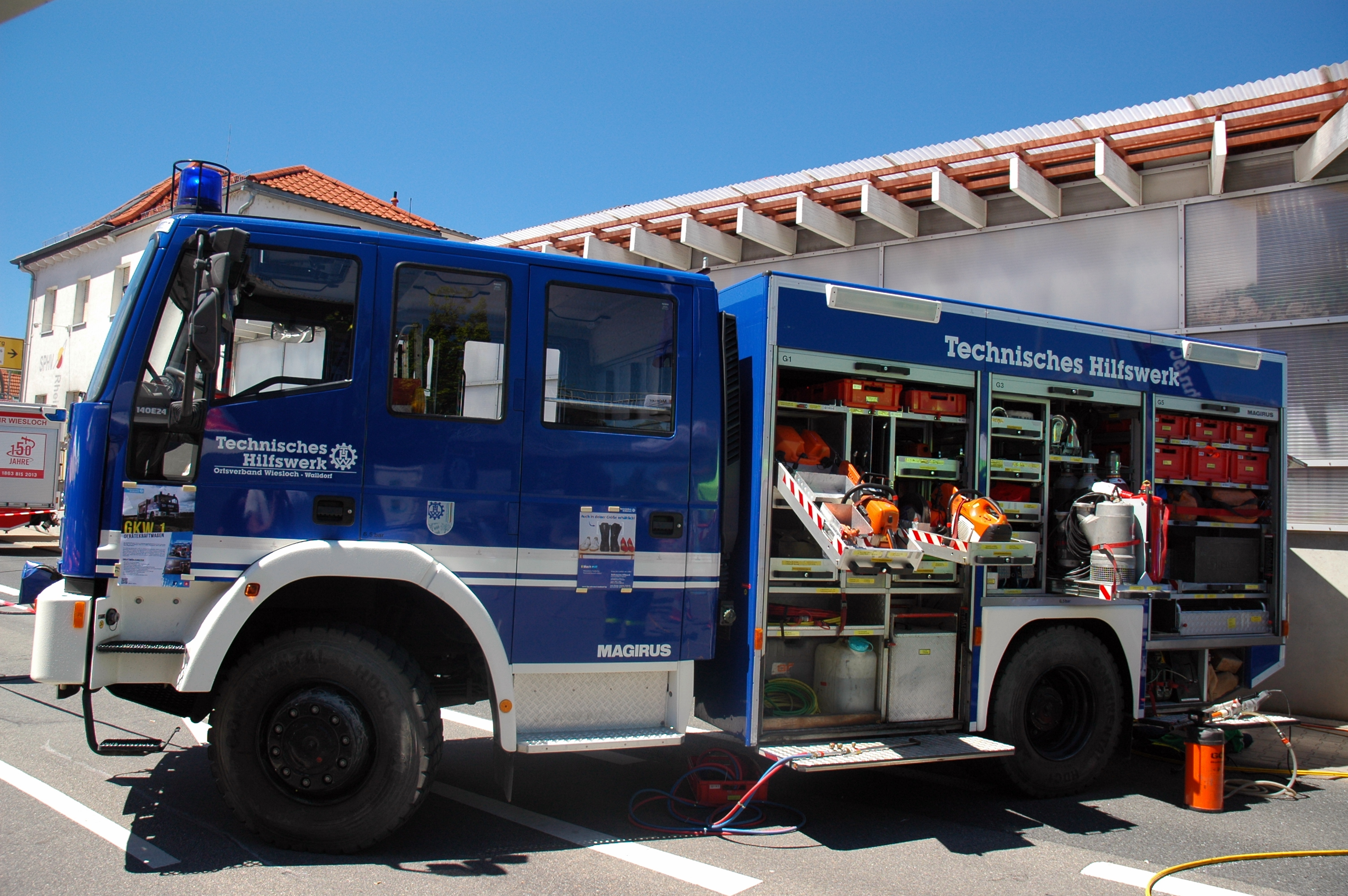
Синий Iveco EuroFire
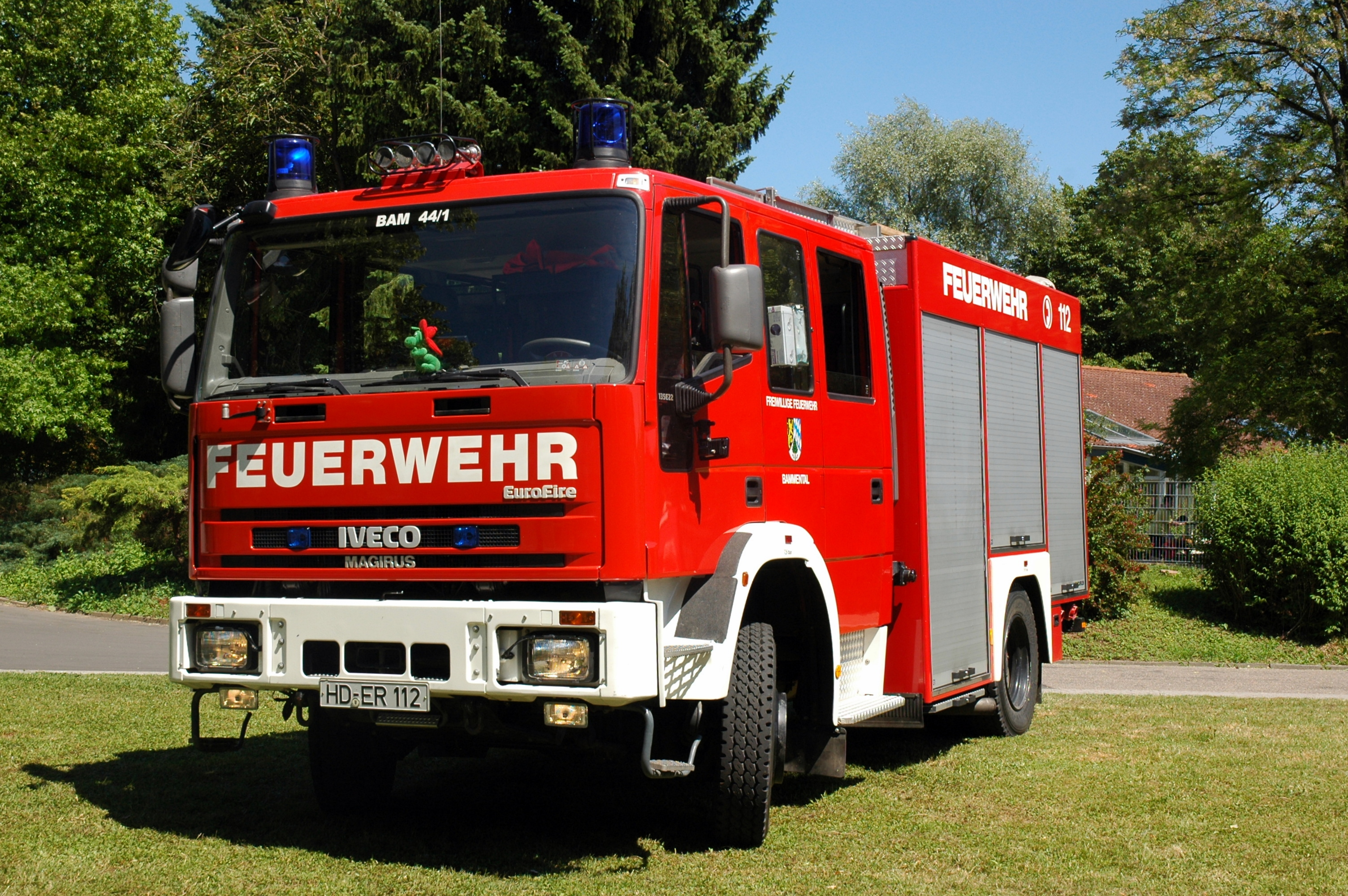
Iveco EuroFire 135E22
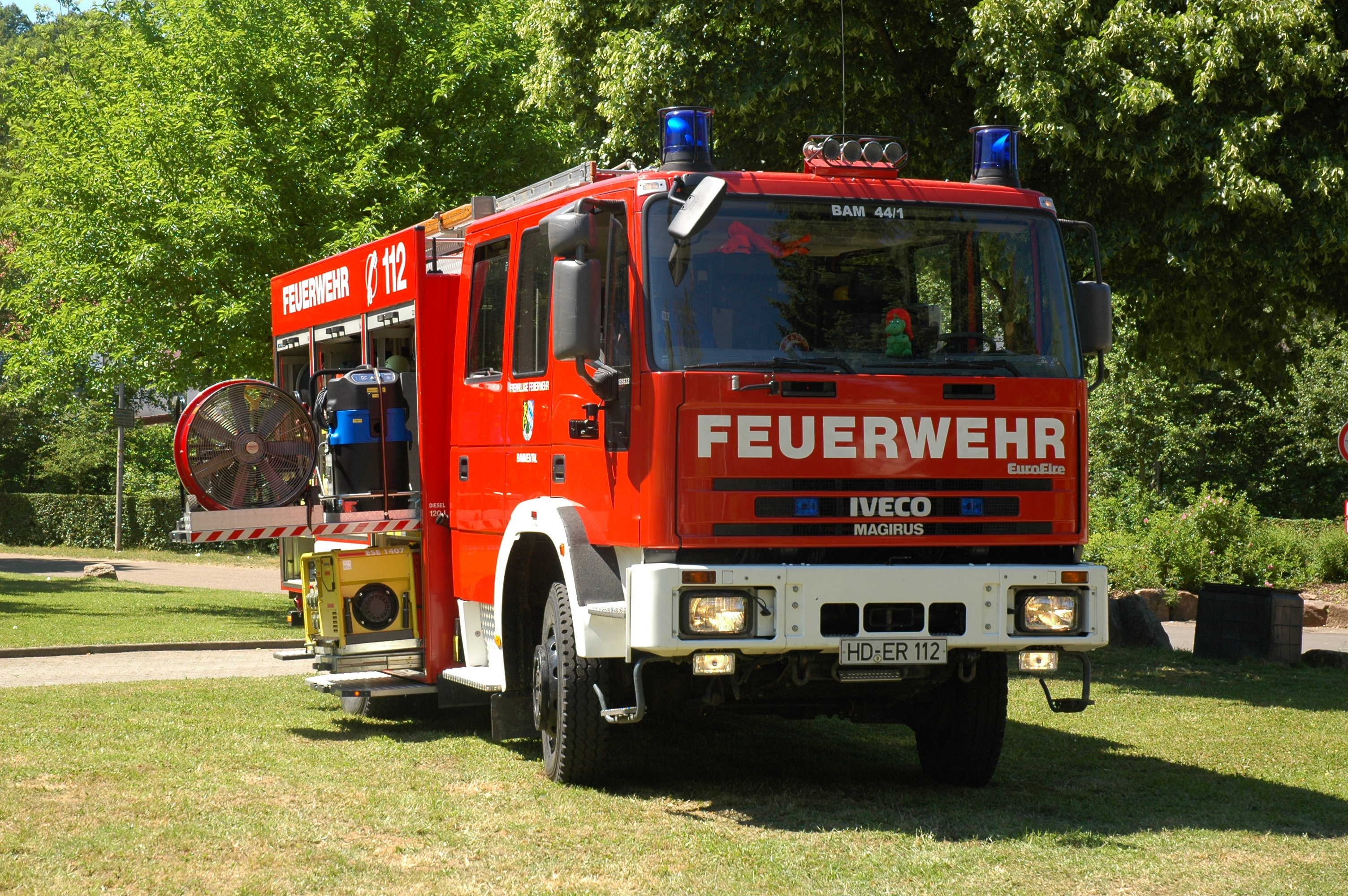
Iveco EuroFire 135E22